# Gisèle Casadesus
Gisèle Casadesus (Parijs, 14 juni 1914 - Issou, 24 september 2017) was een Frans actrice die vooral actief was in het theater, maar ook te zien was in tientallen speelfilms.
Tussen 1934 en 1962 was zij verbonden aan de Comédie-Française waar ze sinds 1939 sociétaire was en sinds 1967 ere-sociétaire. Ze was Grootofficier in de Franse Orde van Kunsten en Letteren sinds 2011, de Nationale Orde van Verdienste sinds 2013 en het Franse Legioen van Eer sinds 2017.

## Leven en werk

### Afkomst en opleiding
Gisèle Casadesus werd geboren in een bekende familie van musici. Haar vader was Henri Casadesus, een altviolist en muziekuitgever van Spaanse afkomst, die bekend stond om zijn muzikale mystificaties. Haar moeder Marie-Louise Beetz, die Joods van origine was maar een fanatiek protestant was geworden, was harpiste. Haar neef was de beroemde pianist Robert Casadesus. Ook haar broers en zussen waren artistiek begaafd, van wie haar broer Christian Casadesus (1912-2014) ook acteur was en, net als zijzelf, meer dan honderd jaar oud werd.
Als kind vergezelde ze dikwijls haar vader die toen muziekdirecteur en orkestleider was van het Théâtre de la Gaité lyrique. Daar zag ze regelmatig operettes en kreeg de ambitie om zelf op het podium te staan. Ze behaalde een eerste prijs aan het Conservatoire national supérieur d'art dramatique toen ze twintig jaar was. Onmiddellijk daarna ging ze spelen voor de Comédie-Française.

### Jaren dertig en veertig
In 1934 proefde ze een eerste keer van de filmwereld. Ze maakte haar debuut naast de eveneens piepjonge en onervaren Jean Marais in een drama van Marcel L'Herbier. Het bleef daarbij en ze concentreerde zich helemaal op haar theaterwerk bij de Comédie-Française. Bijna dertig jaar lang was ze te zien in stukken van klassieke Franse toneelschrijvers zoals Molière, Corneille, Marivaux, Beaumarchais, Alfred de Musset en Victor Hugo. Ze vertolkte ook rollen in werk van eigentijdse toneelschrijvers zoals Georges Feydeau, Jean Giraudoux, François Mauriac en Henry de Montherlant.
Pas in 1943 keerde ze een vijftal jaar terug naar het grote scherm om te spelen naast enkele grote acteurs van die periode zoals Raimu, Michel Simon en Louis Jouvet.

### Jaren vijftig en zestig
De jaren vijftig en zestig wijdde ze weer exclusief aan het theater. In 1962 trok ze zich terug uit de Comédie-Française. Ze bleef wel stukken van Jean Anouilh, Eugène Ionesco, Samuel Beckett en Marguerite Duras vertolken in andere theaterzalen en dit tot in 2005.
Vanaf 1966 was ze te zien op het kleine scherm, vooral in de televisie-uitzending Au théâtre ce soir waarin ze af en toe meespeelde in toneelstukken die opgenomen en vervolgens uitgezonden werden op televisie. Ze verleende ook haar medewerking aan feuilletons zoals Maigret waarin ze zowel Jean Richard als Bruno Cremer in de rol van commissaris Jules Maigret tegenover zich had.

### Latere carrière

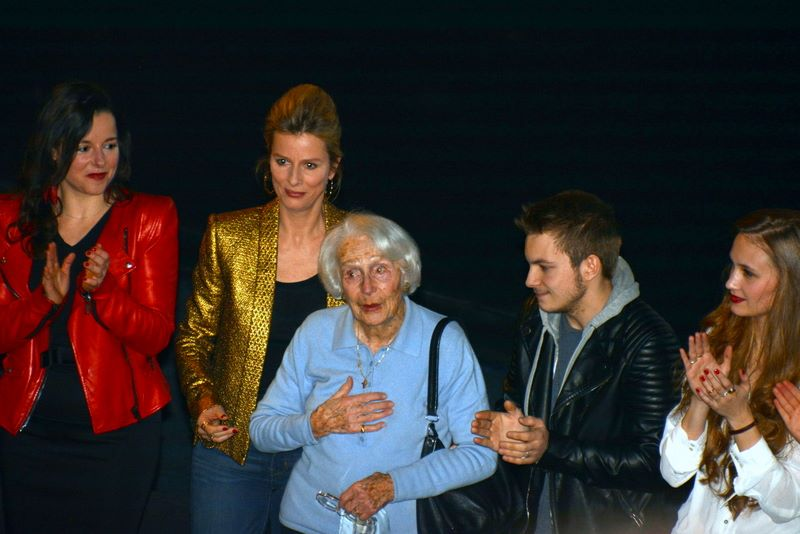
De 99-jarige Gisèle Casadesus met haar jonge medespelers bij de voorpremière van de film Week-ends in 2014.

Pas halverwege de jaren zeventig herontdekte ze de filmwereld. Ze speelde haar eerste bijrollen als moeder of echtgenote bij André Cayatte (ze vertolkte de vrouw van rechter Jean Gabin in Verdict), Michel Deville en Roger Vadim. In de jaren negentig en vooral in de jaren 2000 bloeide haar carrière van vertolkster van grootmoeder of matriarch helemaal open. Een goed voorbeeld hiervan was haar rol van een 'queen mother' in de in de wereld van de Europese koningshuizen gesitueerde komedie Palais Royal ! (2005). Hoogtepunt vormde haar ingetogen hoofdrol naast Gérard Depardieu in de tragikomedie La Tête en friche (2010). De film betekende haar doorbraak op 95-jarige leeftijd bij het grote publiek.

## Privéleven
Ze huwde in 1934 met de acteur Lucien Pascal (1906-2006), die officieel Lucien Probst heette. Uit dat huwelijk werden vier kinderen geboren: de dirigent Jean-Claude Casadesus (1935), de actrice Martine Pascal (1939), de beeldhouwster Béatrice Casadesus (1942) en de componist Dominique Probst (1954).

## Filmografie

### Bioscoopfilms
- 1934 L'Aventurier (Marcel L'Herbier)
- 1934: Un soir à la Comédie-Française (Léonce Perret)
- 1943: Graine au vent (Maurice Gleize)
- 1943: Vautrin (Pierre Billon)
- 1944: Coup de tête (René Le Hénaff)
- 1945: Paméla (Pierre de Hérain)
- 1946: L'Homme au chapeau rond (Pierre Billon)
- 1947: Les Aventures de Casanova (Jean Boyer)
- 1948: Route sans issue (Jean Stelli)
- 1948: Entre onze heures et minuit (Henri Decoin)
- 1949: Du Guesclin (Bernard de Latour)
- 1974: Verdict (André Cayatte)
- 1974: Le Mouton enragé (Michel Deville)
- 1976: Un mari, c'est un mari (Serge Friedman)
- 1976: Une femme fidèle (Roger Vadim)
- 1977: Un oursin dans la poche (Pascal Thomas)
- 1984: Opéra des ombres, Berlioz 1864 (Georges Combes)
- 1988: Sweet lies (Nathalie Delon)
- 1988: Un été d'orages (Charlotte Brandström)
- 1990: Cinématon (episode 1342) (Gérard Courant)
- 1990: Couple (episode 76) (Gérard Courant)
- 1993: Roulez jeunesse! (Jacques Fansten)
- 1996: Hommes, femmes, mode d'emploi (Claude Lelouch)
- 1996: Album de famille (Shéri Tsur) (korte film)
- 1997: Riches, belles, etc. (Bunny Schpoliansky)
- 1997: Post coïtum animal triste (Brigitte Roüan)
- 1999: Les Enfants du marais (Jean Becker)
- 1999: La Dilettante (Pascal Thomas)
- 2000: Aïe (Sophie Fillières)
- 2001: Deux vieilles dames et l'accordeur (Guillaume Canet) (korte film)
- 2001: J'me souviens plus (Alain Doutey) (kortfilm)
- 2002: C'est le bouquet ! (Jeanne Labrune)
- 2004: Le Promeneur du Champ-de-Mars (Robert Guediguian)
- 2005: Palais Royal ! (Valérie Lemercier)
- 2005: Le Noël de Lily (Éric Nebot) (kortfilm)
- 2005: Travaux, on sait quand ça commence... (Brigitte Roüan)
- 2006: Le Grand Appartement (Pascal Thomas)
- 2007: Le Quatrième Morceau de la femme coupée en trois (Laure Marsac)
- 2009: Le Premier Cercle (Laurent Tuel)
- 2009: Kankant (François Grandjacques)
- 2009: Le Hérisson (Mona Achache)
- 2010: Porteur d'hommes Antarès Bassis) (korte film)
- 2010: La Tête en friche (Jean Becker)
- 2010: Ces amours-là (Claude Lelouch)
- 2010: Haar naam was Sarah (Elle s'appelait Sarah) (Gilles Paquet-Brenner)
- 2013: Sous le figuier (Anne-Marie Etienne)
- 2014: Week-ends (Anne Villacèque)

### Televisie
- 1966: Au théâtre ce soir : Trois garçons, une fille van Roger Ferdinand in een regie van Jean Marchat
- 1967: Au théâtre ce soir : Isabelle et le Pélican van Marcel Franck in een regie van Maurice Guillaud
- 1967: Au théâtre ce soir : Lorsque l'enfant paraît van en in een regie van André Roussin
- 1969: Au théâtre ce soir : Caroline a disparu van Jean Valmy en André Haguet in een regie van Jacques-Henri Duval
- 1971: Au théâtre ce soir : Une histoire de brigands van Jacques Deval in een regie van Jacques Mauclair
- 1971: Au théâtre ce soir : La Voyante van en in een regie van André Roussin
- 1971: Les Enquêtes du commissaire Maigret, episode Maigret à l'école
- 1972: Au théâtre ce soir : Une femme libre van Armand Salacrou in een regie van Jacques Mauclair
- 1975: Au théâtre ce soir : La Rabouilleuse van Émile Fabre (naar Honoré de Balzac) in een regie van Robert Manuel
- 1976: Les Robots pensants (televisiefilm)
- 1978: Les Amours sous la Révolution (episode Les Amants de Thermidor van de televisieserie)
- 1993: Maigret, episode Maigret et les Témoins récalcitrants
- 1999: PJ (1 episode van de televisieserie)
- 2002: Maigret, episode Maigret chez le ministre
- 2008: Marie-Octobre van Josée Dayan (televisiefilm)
- 2011: Le Grand Restaurant 2 (televisiespektakel)

## Prijzen
- 2003: Ere-Molière ter bekroning van haar lange carrière

## Autobiografie
- Gisèle Casadesus: Le Jeu de l'amour et du théâtre, Philippe Rey éditeur, 2007
- Gisèle Casadesus: Cent ans, c'est passé si vite..., Le Passeur éditeur, 2014